# Jimmy DeGrasso
Jimmy DeGrasso (Bethlehem, 16 maart 1963) is een Amerikaanse drummer. Hij staat het meest bekend om zijn werk als drummer van de Amerikaanse thrash metalband Megadeth. Jimmy DeGrasso volgde in 1998 (op de tournee voor het album Cryptic Writings) drummer Nick Menza op, die een blessure aan zijn knie had. Na de operatie belde bandleider Dave Mustaine naar Nick Menza om hem te vertellen dat "zijn diensten niet langer nodig waren". Jimmy DeGrasso is de drummer van Megadeth op de volgende albums:
- Risk (1999)
- The World Needs a Hero (2000)
- Still Alive ... And Well? (2002)

In 2002 ontbond Megadeth door de zenuwblessure van Dave Mustaine. Jimmy DeGrasso kwam bij het herformeren van de band in 2004 niet terug in de band. Nick Menza werd teruggevraagd, maar toen dit niet bleek te werken werd Shawn Drover de drummer van Megadeth.
De Grasso drumde bij veel bands, bij de bands van Alice Cooper en Ozzy Osbourne, alsmede Y&T en dergelijke.
- International Standard Name Identifier: 0000 0000 5683 0530
- MusicBrainz: 036efea8-0a96-41db-931d-6ebc33f6afac
- Nationale Bibliotheek van Tsjechië: xx0070461
- Virtual International Authority File: 85758238